# Founougo
Founougo è un arrondissement del Benin situato nella città di Banikoara con 36 315 abitanti (dato 2006).